# Kyrie Irving
Kyrie Andrew Irving (Melbourne, 23 de março de 1992) é um jogador norte-americano, nascido na Austrália, de basquete profissional que atua como armador e atualmente joga pelo Dallas Mavericks na NBA.
Irving jogou basquete universitário no Duke Blue Devils antes de ingressar na NBA em 2011. Ele foi nomeado o Rookie of the Year após ser selecionado pelo Cleveland Cavaliers como a primeira escolha geral no Draft da NBA de 2011. Desde então, foi sete vezes All-Star e três vezes membro do All-NBA Team. Em 2016, ele conquistou o campeonato da NBA com os Cavaliers.
Depois de duas aparições nas finais da NBA com os Cavaliers, Irving solicitou uma troca e foi negociado para o Boston Celtics. Ele jogou nos Celtics por duas temporadas e depois assinou com o Brooklyn Nets como agente livre em 2019. 
Irving também jogou pela Seleção Americana, com a qual conquistou o ouro na Copa do Mundo de 2014 e nas Olimpíadas de 2016. Em fevereiro de 2020, foi eleito vice-presidente da National Basketball Players Association, substituindo Pau Gasol.

## Primeiros anos
Irving nasceu em 23 de março de 1992 em Melbourne, Austrália, filho de pais americanos. Ele é filho de Drederick e Elizabeth Irving e o enteado de Shetellia Irving. Ele tem uma irmã mais velha, Asia, e uma irmã mais nova, London. Seu pai, Drederick, jogou basquete universitário na Universidade de Boston ao lado de Shawn Teague e do treinador Rick Pitino. Depois de completar sua carreira na faculdade, o pai de Irving mudou-se para a Austrália para jogar profissionalmente no Bulleen Boomers na National Basketball League. Irving se mudou para os Estados Unidos quando tinha dois anos de idade. Sua mãe, que era metade Sioux, morreu de uma doença quando ele tinha quatro anos e Drederick o criou com a ajuda das tias de Irving.
Irving cresceu em West Orange, Nova Jersey, onde costumava frequentar os jogos da liga de adultos de seu pai. Sua inspiração para jogar na NBA veio depois de jogar na Continental Airlines Arena durante uma viagem de escola na quarta série, quando ele disse: "Eu vou jogar na NBA, eu prometo". Como resultado da ligação de seu pai à Universidade de Boston, Irving passou muito tempo em Boston, inclusive no campo de habilidades de basquete da BU. Na quinta série, ele recebeu uma bolsa de estudos para a Universidade de Boston pelo então treinador Dennis Wolff. Quando adolescente, Irving jogou para os Road Runners da União Atlética Amadora (AAU).

## Carreira no ensino médio

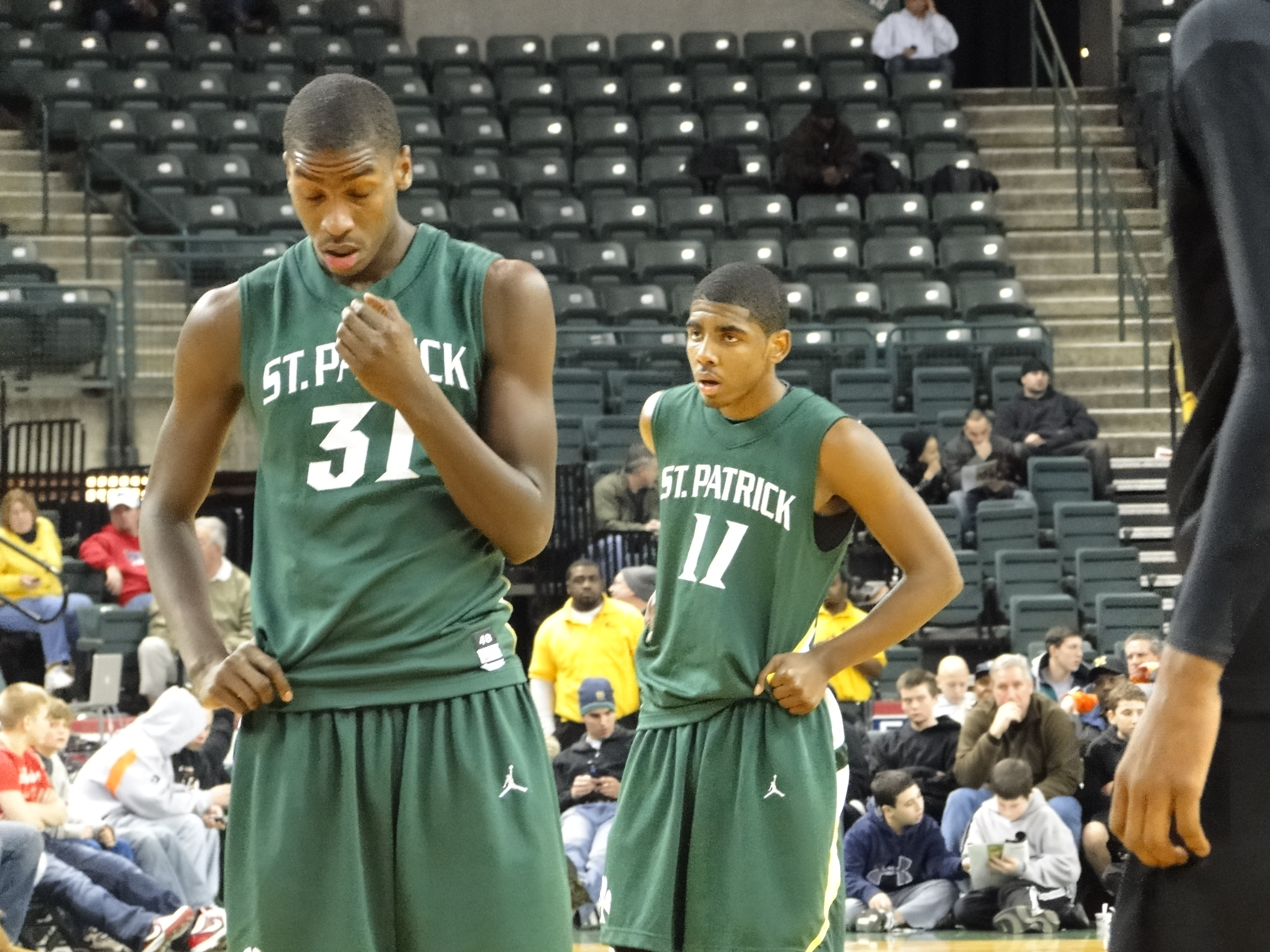
Irving e seu colega de escola e atual jogador do Charlotte Hornets, Michael Kidd-Gilchrist.

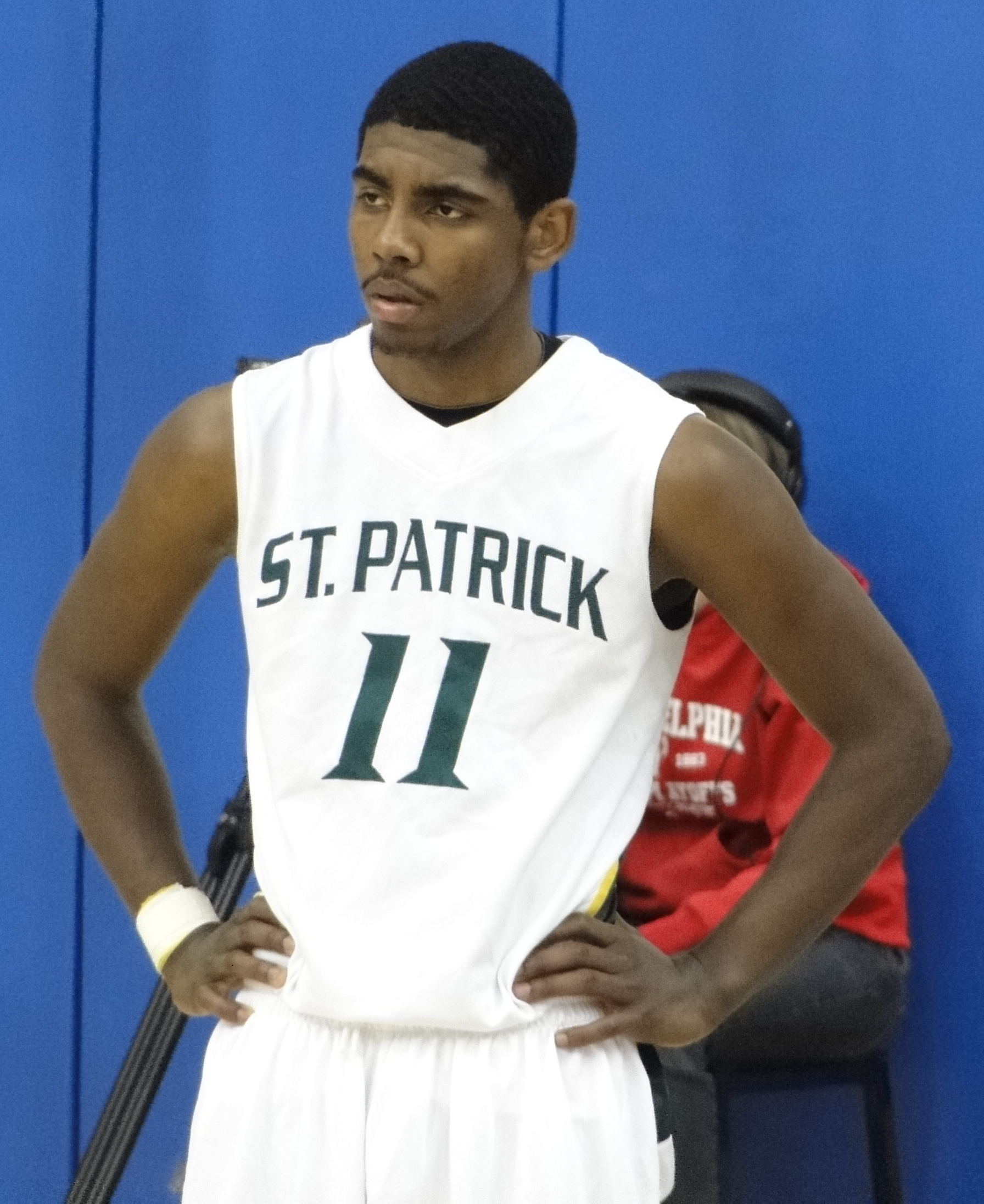
Irving na St. Patrick High School.

Irving estudou na Montclair Kimberley Academy em seu primeiro e segundo ano do ensino médio.
Em seu primeiro ano, ele teve médias de 26,5 pontos, 10,3 assistências, 4,8 rebotes e 3,6 roubos de bola e se tornou apenas o segundo jogador a marcar 1 000 pontos na escola. Em seu segundo ano, ele levou a MKA ao seu primeiro título estadual de New Jersey Prep 'B'.
Depois dessa temporada, ele se transferiu para a St. Patrick High School porque sentiu que precisava de um desafio maior. Ele teve que ficar de fora dos primeiros 30 dias da temporada de St. Patrick, devido à transferência. Em St. Patrick, Irving jogou com Michael Kidd-Gilchrist, que foi considerado como um dos melhores jogadores da classe de 2011.
Em sua primeira temporada, Irving obteve médias de 17,0 pontos, 5,0 rebotes, 6,0 assistências e 2,0 roubos de bola e levou a equipe ao seu terceiro título do New Jersey Tournament of Champions em quatro anos. No ano seguinte, St. Patrick foi impedido de jogar o torneio estadual por causa da realização de treinos antes do permitido. St. Patrick teve um recorde de 24-3 e ganhou o campeonato do condado com Irving tendo média de 24,0 pontos, 5,0 rebotes e 7,0 assistências.
Ele foi selecionado para jogar no McDonald's All-American Game de 2010 e no Jordan Brand Classic de 2010, onde foi nomeado co-MVP junto com Harrison Barnes. Em junho de 2010, Irving fez parte da equipe americana que foi medalha de ouro na Copa América Sub-18.
| Informações de recrutamento | Informações de recrutamento                      | Informações de recrutamento               | Informações de recrutamento | Informações de recrutamento | Informações de recrutamento |
| Nome | Cidade Natal                                     | Escola/Universidade                       | Altura                      | Peso                        | Data da revisão             |
| --- | ------------------------------------------------ | ----------------------------------------- | --------------------------- | --------------------------- | --------------------------- |
| Kyrie Irving PG | West Orange, Nova Jérsia                         | Montclair Kimberley Academy / St. Patrick | 1,88 m                      | 79 kg                       | 22 de outubro de 2009       |
| Kyrie Irving PG | Recrutamento: Rivais: Scout: 247sports: ESPN: 97 |                                           |                             |                             |                             |
| Classificação geral de novatos: Scout: 2º \| Rivals: 2º |                                                  |                                           |                             |                             |                             |
| - Nota : Em muitos casos, Scout, Rivals, 247Sports e ESPN podem entrar em conflito em suas listas de altura e peso, nestes casos, a média foi obtida. - Nota: A ESPN mede os calouros numa escala de 0 a 100. - Fonte: |                                                  |                                           |                             |                             |                             |

## Carreira universitária
Irving se comprometeu com Duke em uma transmissão televisiva na ESPNU em 22 de outubro de 2009. Irving jogou com os Blue Devils durante a temporada de 2010-2011 sob o comando do treinador Mike Krzyzewski. Nos oito primeiros jogos da temporada, ele alcançou médias de 17,4 pontos, 5,1 assistências, 3,8 rebotes e 1,5 roubos de bola.
Irving era um forte candidato ao prêmio de Novato do Ano da NCAA até que sofreu uma lesão ligamentar grave no dedão do pé direito durante o nono jogo da temporada. Em 17 de março, um dia antes de Duke jogar contra Hampton na primeira rodada do Torneio da NCAA, ele retornou para seu primeiro jogo desde sua lesão.
Duke avançou para o Sweet Sixteen, mas perdeu para Arizona. Irving marcou 28 pontos no que acabou sendo seu último jogo por Duke.

## Carreira na NBA

### Cleveland Cavaliers (2011–2017)

#### Temporada de 2011-12: Novato do Ano
No Draft da NBA de 2011, Irving foi selecionado como a primeira escolha geral pelo Cleveland Cavaliers. Irving foi nomeado para o Rising Stars Challenge de 2012, onde jogou pelo Team Chuck. Ele marcou 34 pontos e foi eleito o MVP do jogo.
Ele ganhou o prêmio de Novato do Ano da NBA de 2012 com 117 dos 120 votos possíveis. Ele foi a única seleção unânime na Primeira-Equipe NBA All-Rookie. Na temporada, Irving jogou em 51 jogos e teve médias de 18,5 pontos, 5,4 assistências, 3,7 rebotes e 1,1 roubadas de bola.

#### Temporada de 2012–13: primeira temporada como All-Star

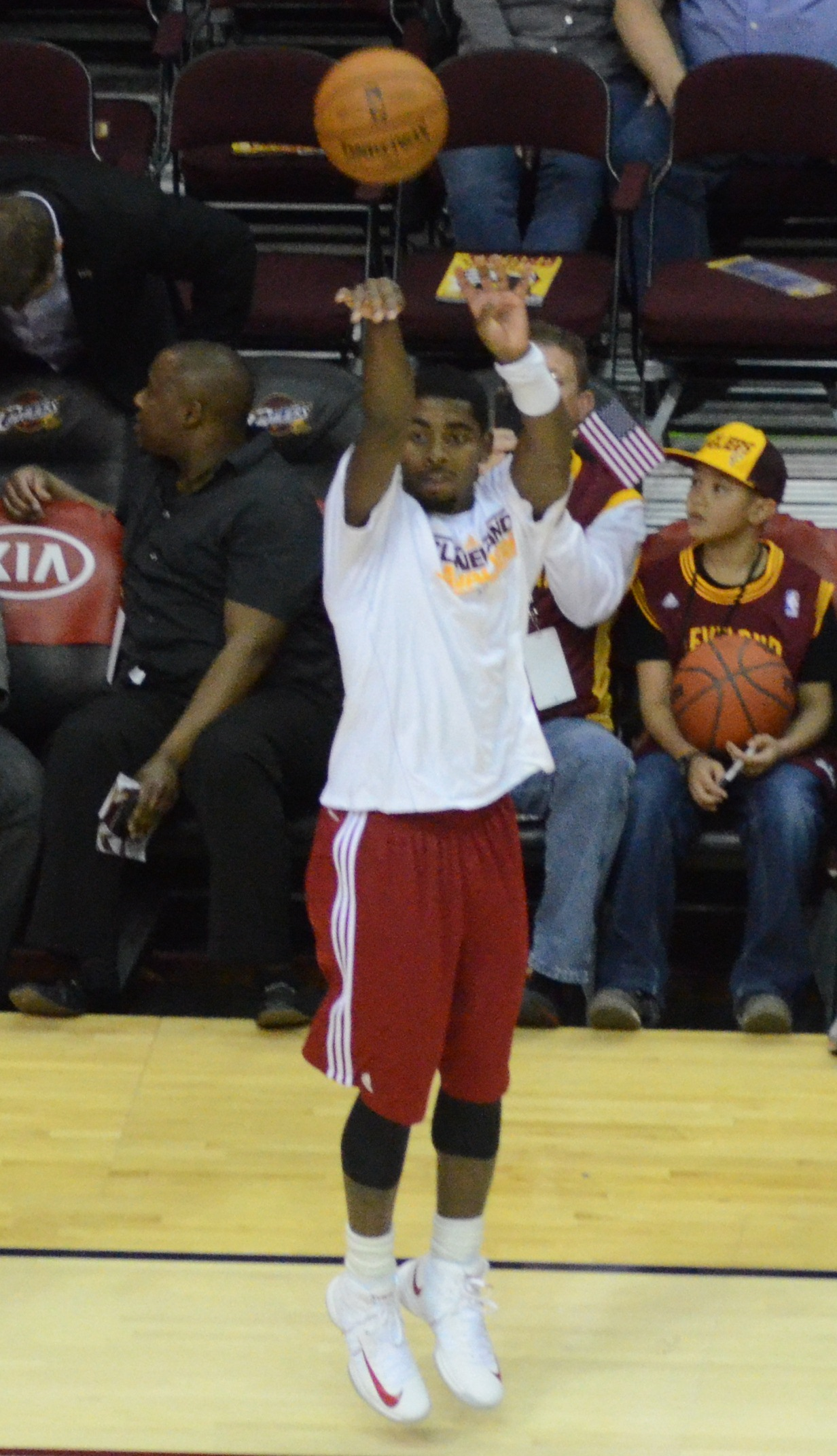
Irving durante o aquecimento em 2012.

Em um treino em Las Vegas em 14 de julho de 2012, Irving sofreu uma lesão na mão direita depois de supostamente socar uma parede acolchoada depois de cometer um turnover. "Estou um pouco desapontado", disse ele. "Eu tenho que ser mais responsável com a minha saúde. Foi simplesmente louco. Aconteceu tão rápido." Foi anunciado que Irving precisaria de uma cirurgia na mão.
No início da temporada de 2012–13, Irving machucou o dedo indicador em uma derrota para o Dallas Mavericks. Ele jogou no jogo seguinte dos Cavaliers, mas a lesão obrigou-o a ficar de fora por três semanas. Em outro jogo, enquanto usava uma máscara protetora preta para proteger um osso quebrado que sofreu contra o Milwaukee Bucks, Irving marcou 41 pontos contra o New York Knicks. Ele se tornou o mais jovem jogador da história da NBA a marcar 40 pontos no Madison Square Garden; ele era um ano mais novo que Michael Jordan, que fez isso em 1985.
Os treinadores selecionaram Irving para jogar em seu primeiro All-Star Game. Ele terminou o jogo com 15 pontos, 4 assistências e 3 rebotes. Ele também participou do Rising Stars Challenge novamente, marcando 32 pontos para o Team Shaq. Irving participou também do torneio de 3 pontos e registrou 23 pontos na última rodada para vencer o evento.
Ele terminou sua segunda temporada com médias de 22,5 pontos, 5,9 assistências, 3,7 rebotes e 1,5 roubadas de bola por jogo.

#### Temporada de 2013–14: MVP do All-Star Game
Os fãs escolheram Irving para ser o capitão da Conferência Leste no All-Star Game de 2014. Ele foi o MVP do All-Star, registrando 31 pontos e 14 assistências enquanto o Leste bateu o Oeste por 163-155.
Em 28 de fevereiro de 2014, Irving teve seu primeiro triplo-duplo da carreira com 21 pontos, 12 assistências e 10 rebotes em uma vitória por 99-79 sobre o Utah Jazz. Este também foi o primeiro triplo-duplo dos Cavaliers desde 16 de março de 2010. Em 5 de abril de 2014, Irving registrou 44 pontos em uma derrota por 96-94 para o Charlotte Bobcats.
Nessa temporada, Irving teve médias de 20,8 pontos, 6,1 assistências, 3,6 rebotes e 1,5 roubos de bola.

#### Temporada 2014–15: Big Three e primeira final da NBA

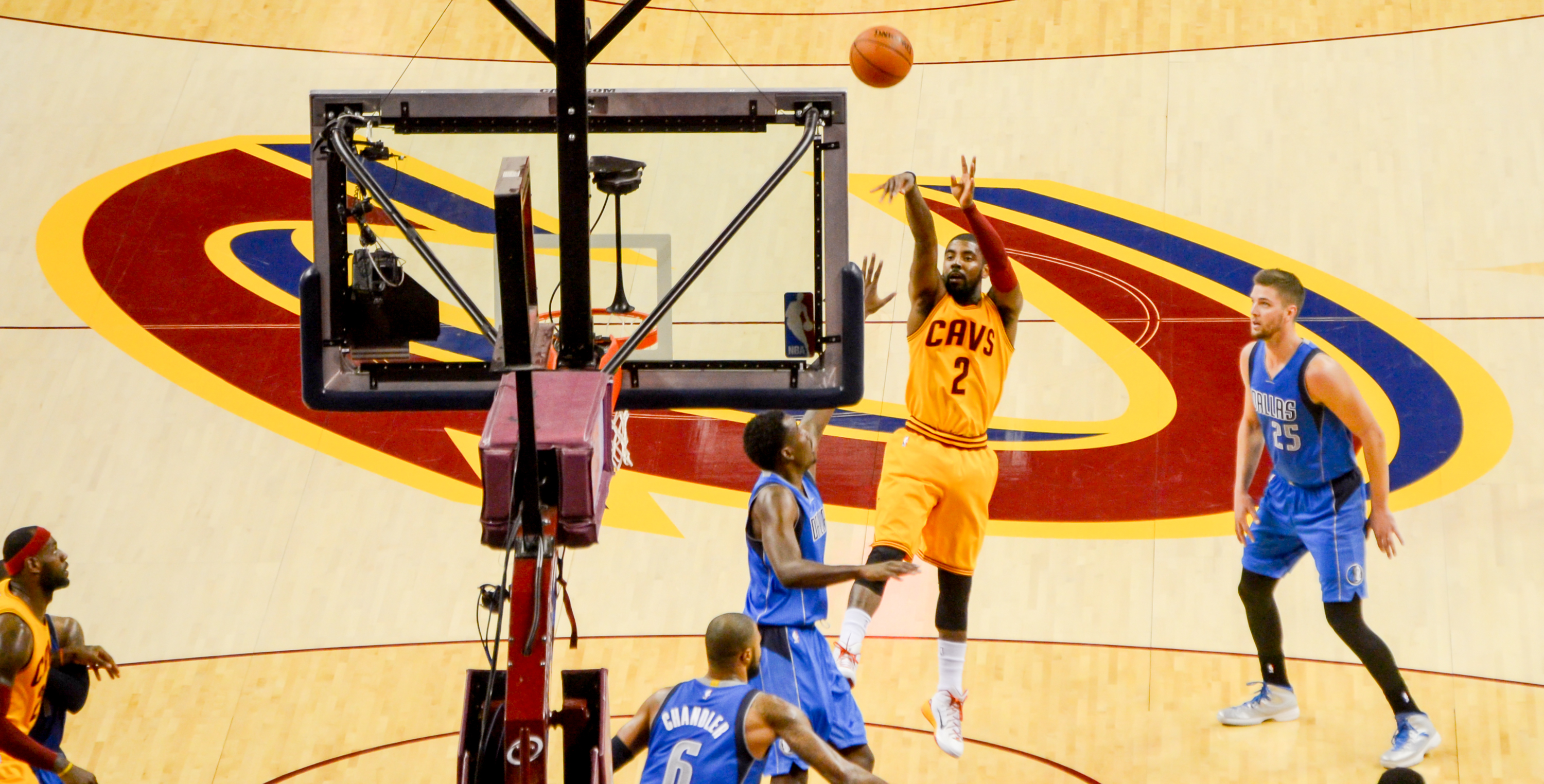
Irving arremessando contra o Dallas Mavericks em 2014

Em 10 de julho de 2014, Irving assinou uma extensão de contrato no valor de US$ 90 milhões com os Cavaliers por cinco anos. Sua extensão de contrato veio na esteira do retorno de LeBron James e da chegada de Kevin Love, quando o trio se uniu para iniciar um novo "Big Three" em Cleveland.
Após um início instável da temporada, no qual eles tiveram um recorde de 5-7, os Cavaliers fizeram uma série de oito vitórias consecutivas com Irving tendo média de 19,3 pontos por jogo, incluindo 37 pontos contra o New York Knicks em 4 de dezembro. Após a derrota no dia 11 de dezembro para Oklahoma City Thunder, os Cavaliers venceu apenas mais cinco jogos em dezembro, terminando 2014 com um recorde de 18-14.

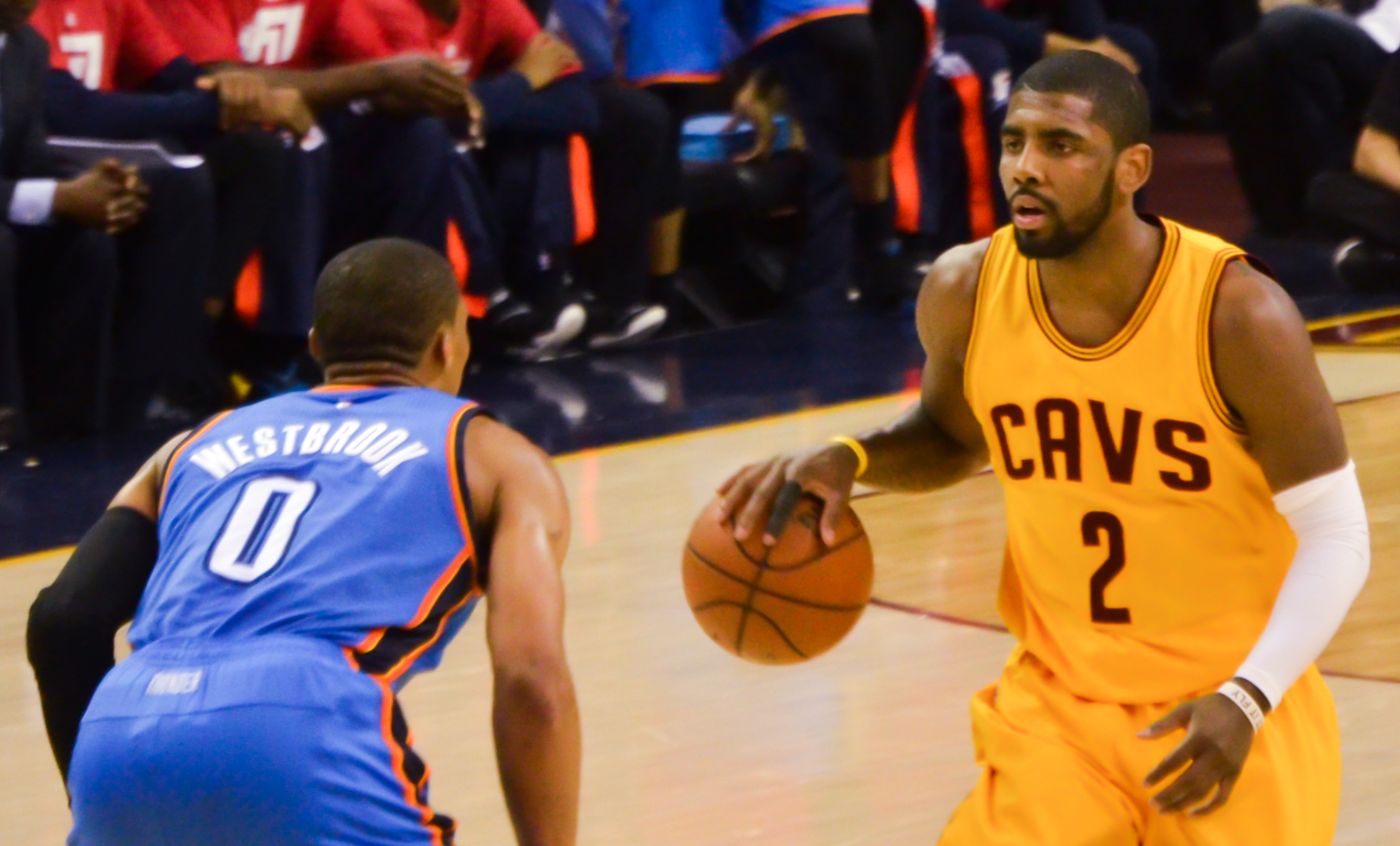
Irving contra Russell Westbrook em 2015

Os Cavaliers começaram 2015 encerrando uma sequência de três derrotas com a ajuda de Irving. Ele marcou 23 pontos e, com os 27 de Love, os Cavaliers derrotaram o Charlotte Hornets por 91-87. Depois de uma série de seis derrotas consecutivas entre os dias 4 e 13 de janeiro, Irving e James levaram o time a uma série de 12 vitórias consecutivas para levá-los de volta à disputa de playoffs. Durante a sequência, Irving teve média de 24,5 pontos por jogo, incluindo 55 pontos contra o Portland Trail Blazsers. Suas 11 cestas de três pontos nesse jogo marcaram um recorde dos Cavaliers, enquanto seus 55 pontos foram a segunda maior marca na história dos Cavaliers (atrás de James) e o maior número marcado em um jogo em casa.
Em 12 de março de 2015, Irving marcou 57 pontos em uma vitória por 128-125 sobre o San Antonio Spurs. Foi o maior número de pontos de um jogador em um jogo da temporada regular contra o atual campeão desde 14 de janeiro de 1962, quando Wilt Chamberlain marcou 62 pontos para o Philadelphia Warriors em uma derrota para os Celtics. O esforço também superou a maior marca de pontos feitos por um jogador dos Cavaliers, superando a marca de 56 pontos feitos por LeBron James contra o Toronto Raptors em 3 de março de 2005.
Irving ajudou os Cavaliers a vencer 34 de seus 43 jogos finais e terminar a temporada regular como a segunda melhor campanha na Conferência Leste com um recorde de 53-29. Em seu primeiro jogo de playoffs da carreira em 19 de abril, Irving marcou 30 pontos na vitória por 113-100 sobre o Boston Celtics no Jogo 1 da primeira rodada. Ele ajudou os Cavaliers a chegar às finais da NBA pela segunda vez na história da franquia, apesar de ter perdido dois jogos nas finais da Conferência Leste contra o Atlanta Hawks, devido a uma lesão no joelho. Depois de deixar o Jogo 1 das Finais da NBA contra o Golden State Warriors na prorrogação com uma lesão no joelho, Irving foi descartado para o resto da série com uma fratura no joelho esquerdo que exigiu cirurgia, deixando-o de fora por três a quatro meses. A equipe perdeu a série para os Warriors em seis jogos.

#### Temporada de 2015–16: campeão da NBA
Irving fez sua estreia na temporada em 20 de dezembro, marcando 12 pontos em 17 minutos contra o Philadelphia 76ers. Em 6 de janeiro, ele marcou 32 pontos em uma vitória por 121-115 sobre o Washington Wizards. Em 8 de fevereiro, ele registrou 32 pontos e 12 assistências na vitória por 120-100 sobre o Sacramento Kings. Dois dias depois, ele teve 35 pontos em uma vitória por 120-111 sobre o Los Angeles Lakers.

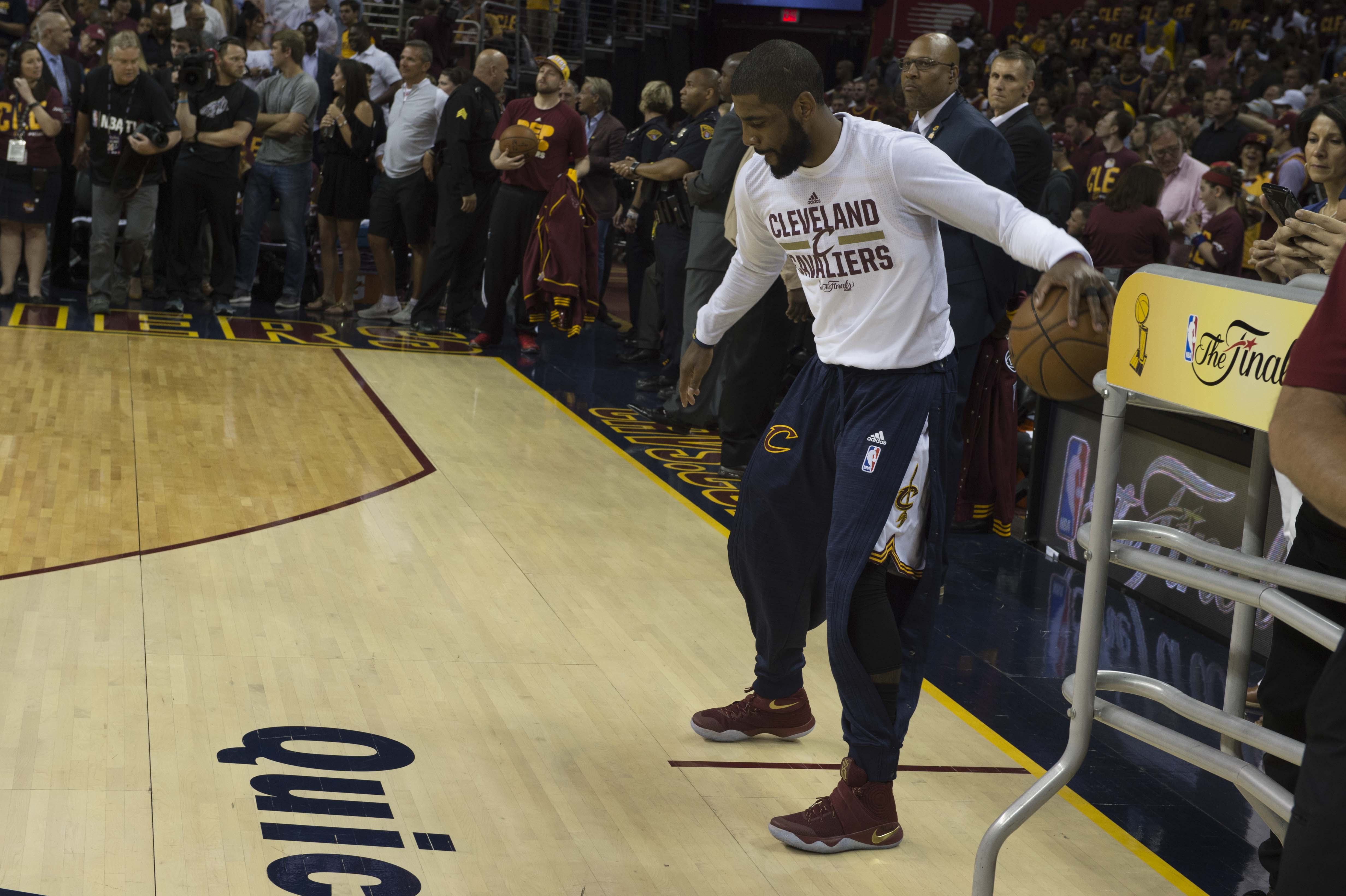
Irving durante o aquecimento antes do Jogo 4 das Finais da NBA de 2016 em Cleveland.

Os Cavaliers terminaram a temporada regular como a melhor campanha da Conferência Leste com um recorde de 57-25. Na primeira rodada dos playoffs, os Cavaliers enfrentaram o Detroit Pistons, e na vitória no Jogo 1, Irving marcou 31 pontos. Ele empatou essa marca no Jogo 4 da série, ajudando os Cavaliers a varrer os Pistons. Os Cavaliers passaram pelos playoffs da Conferência Leste com um recorde de 12-2 para chegar às finais da NBA de 2016, onde enfrentaram o Golden State Warriors pelo segundo ano consecutivo.
No Jogo 1, Irving fez 26 pontos mas os Cavaliers foram derrotados por 104-89. Diante de uma derrota na série por 3–1, Irving e LeBron James assumiram o Jogo 5, cada um marcando 41 pontos para levar os Cavaliers a uma vitória por 112-97, forçando um Jogo 6. Irving e James se tornaram os primeiros companheiros de equipe a marcar 40 pontos em um jogo de Final da NBA. No Jogo 7, Irving acertou uma cesta de três pontos, faltando 53 segundos para o final do jogo, o que levou o Cavaliers a uma vantagem de 92-89 e uma eventual vitória por 93-89.
Os Cavaliers venceram a série por 4-3 e se tornaram a primeira equipe a se recuperar de um déficit de 3-1 na Final. A equipe encerrou uma seca de 52 anos de campeonatos esportivos em Cleveland.

#### Temporada de 2016–17: última temporada com os Cavaliers
Em 25 de outubro de 2016, depois de receber seu primeiro anel de campeão antes da abertura da temporada, Irving marcou 29 pontos em uma vitória por 117-88 sobre o New York Knicks. Três dias depois, ele marcou 26 pontos e levou os Cavaliers à vitória por 94-91 sobre o Toronto Raptors.
Em 5 de dezembro, ele teve seu 10° jogo com pelo menos 20 pontos, terminando com 24 pontos em uma vitória por 116-112 sobre o Toronto Raptors. Em 21 de dezembro, ele registrou 31 pontos e 13 assistências na vitória por 113-102 sobre o Milwaukee Bucks. Em 23 de janeiro de 2017, ele marcou 35 de seus 49 pontos, na segunda metade da derrota por 124-122 para o New Orleans Pelicans - sua quinta derrota em sete jogos.
Em 1 de fevereiro, ele teve 14 assistências em uma vitória por 125-97 sobre o Minnesota Timberwolves. Em 3 de março, ele fez 43 pontos em uma vitória por 135-130 sobre o Atlanta Hawks. No jogo, os Cavaliers estabeleceram o recorde da temporada regular da NBA com 25 cestas de três pontos. Em 19 de março, ele fez 46 pontos na vitória por 125-120 sobre o Los Angeles Lakers. Em 9 de abril, ele teve 45 pontos em uma derrota por 126–125 na prorrogação para Atlanta.
No Jogo 4 da final da Conferência Leste contra o Boston Celtics, Irving marcou 42 pontos e levou os Cavaliers à vitória por 112-99, deixando a série em 3-1. Com 24 pontos no Jogo 5 da série, ele ajudou os Cavaliers a derrotar os Celtics por 135-102 e conquistar seu terceiro título consecutivo da Conferência Leste e uma viagem de volta às Finais da NBA.
Depois de perder a série por 3-0 nas Finais da NBA de 2017, Irving marcou 40 pontos no Jogo 4 para ajudar Cleveland a vencer por 137-116 e estender a série. Mas os Cavaliers perderam para os Warriors no Jogo 5, perdendo assim a série por 4-1.

### Boston Celtics (2017–2019)

#### Temporada de 2017–18
Em julho de 2017, Irving pediu aos Cavaliers para negociá-lo, supostamente querendo ser a única estrela da equipe, em vez de continuar a jogar ao lado de LeBron James. No mês seguinte, em 22 de agosto, ele foi negociado para o Boston Celtics em troca de Isaiah Thomas, Jae Crowder, Ante Žižić e uma escolha do draft de 2018. Oito dias depois, os Celtics concordou em enviar aos Cavaliers uma escolha de segunda rodada do Draft de 2020 para completar a troca, como compensação pelo estado físico de Thomas.

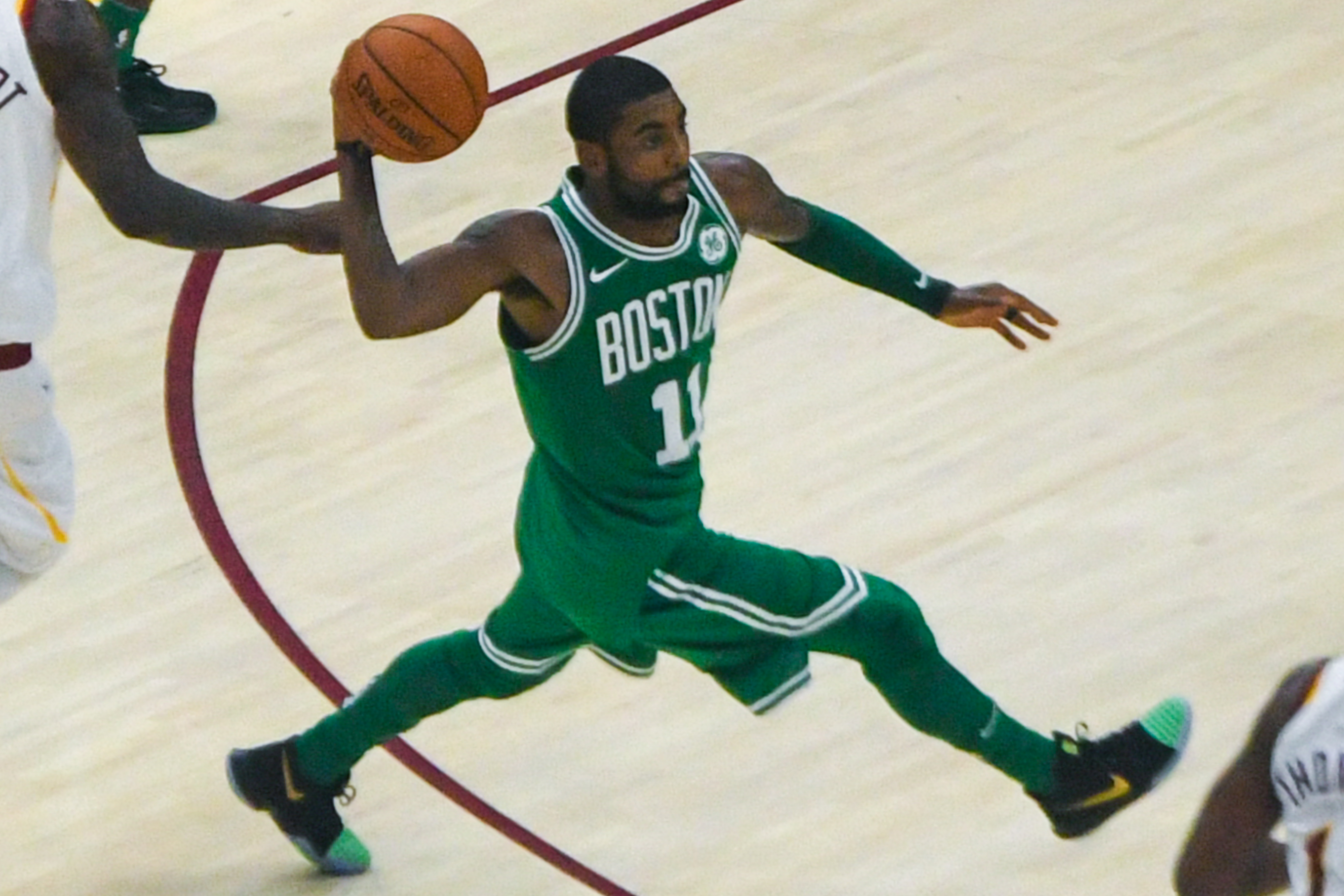
Irving em sua estreia nos Celtics contra sua antiga equipe, os Cavaliers.

Em sua estreia pelos Celtics na abertura da temporada contra os Cavaliers em 17 de outubro de 2017, Irving registrou 22 pontos e 10 assistências na derrota por 102-99. Em 30 de outubro de 2017, ele marcou 24 pontos pelo terceiro jogo consecutivo ajudando na vitória sobre o San Antonio Spurs por 108-94. Foi a primeira vitória dos Celtics sobre os Spurs desde 2011. Os 128 pontos de Irving em seus primeiros seis jogos como jogador dos Celtics foram os maiores desde que Kevin Garnett e Ray Allen fizeram 131 pontos em 2007.
Em 6 de novembro de 2017, ele marcou 35 pontos em uma vitória por 110-107 sobre o Atlanta Hawks, registrando seu primeiro jogo de 30 pontos como jogador dos Celtics. Com a vitória sobre o Atlanta, os Celtics aumentaram seu recorde para 9-2 com nove vitórias consecutivas, estabelecendo sua maior série de vitórias em sete anos. A sequência terminou em 16 jogos com uma derrota para o Miami Heat, dois dias depois.
Em 21 de janeiro de 2018, ele marcou 40 pontos em uma derrota por 103-95 para o Orlando Magic. Os Celtics acumularam um recorde de 34-10 em meados de janeiro, mas a derrota para Orlando foi a terceira derrota consecutiva na temporada. Em 27 de janeiro de 2018, ele marcou 37 pontos em uma derrota por 109-105 para o Golden State Warriors.
Em 24 de março de 2018, ele foi descartado por três a seis semanas depois de passar por um procedimento minimamente invasivo para remover um fio de tensão no joelho esquerdo. Menos de duas semanas depois, ele foi descartado por toda a pós-temporada, com um tempo de recuperação de quatro a cinco meses, depois de outro procedimento ter sido programado para remover dois parafusos da patela que foram inseridos em 2015 para reparar uma fratura sofrida durante esse período.

#### Temporada de 2018-19
No primeiro jogo dos Celtics na temporada em 16 de outubro, Irving disputou seu primeiro jogo desde março e registrou sete pontos e sete assistências na vitória por 105-87 sobre o Philadelphia 76ers. Em 30 de outubro, com uma média de 14 pontos nos seis primeiros jogos, Irving marcou 31 pontos na vitória por 108-105 sobre o Detroit Pistons. Em 8 de novembro, ele marcou 18 dos seus 39 pontos no último quarto e na prorrogação da vitória por 116-109 sobre o Phoenix Suns.
Em 16 de novembro, ele registrou 43 pontos e 11 assistências em uma vitória por 123-116 na prorrogação contra o Toronto Raptors. Esse foi o seu primeiro jogo com pelo menos 40 pontos e com 10 ou mais assistências. Ele se tornou o primeiro jogador dos Celtics a fazer isso desde Antoine Walker em 2001.
Em 12 de dezembro, ele marcou 38 pontos em uma vitória por 130-125 na prorrogação contra o Washington Wizards. Em 25 de dezembro, ele registrou 40 pontos e 10 rebotes em uma vitória por 121-114 na prorrogação contra os 76ers. Em 16 de janeiro, ele registrou 27 pontos e 18 assistências em uma vitória por 117-108 sobre os Raptors. Em 21 de janeiro, ele teve oito roubos de bola na vitória por 107-99 sobre o Miami Heat.
Em 26 de janeiro, ele registrou 32 pontos e 10 assistências em uma derrota por 115-111 para o Golden State Warriors. Foi seu 11º duplo-duplo com pontos e assistências, tornando-se o primeiro jogador dos Celtics com 11 duplos-duplos desse tipo desde Larry Bird em 1986-87. Foi também o sexto jogo seguido de Irving com pelo menos 25 pontos, igualando o maior período de sua carreira. Em 14 de março, ele registrou seu segundo triplo-duplo da carreira com 31 pontos, 12 assistências e 10 rebotes em uma vitória por 126-120 sobre o Sacramento Kings, tornando-se o primeiro jogador dos Celtics a registrar mais de 30 pontos e um triplo-duplo no mesmo jogo desde Rajon Rondo em fevereiro de 2012. Dois dias depois, ele registrou 30 pontos, 11 rebotes e nove assistências em uma vitória por 129-120 sobre o Atlanta Hawks.
Em seu primeiro jogo de playoffs com os Celtics, Irving se tornou apenas o terceiro jogador na história da franquia (se juntando a Isaiah Thomas em 2015 e Jo Jo White em 1972) a ter mais de 20 pontos, cinco assistências e cinco ou mais rebotes em sua estreia na pós-temporada com a equipe, ajudando Boston a derrotar o Indiana Pacers por 84-74 no Jogo 1 da série. No Jogo 2 da série, Irving marcou 37 pontos em uma vitória por 99-91.

### Brooklyn Nets (2019–2023)
Em 7 de julho de 2019, Irving assinou com o Brooklyn Nets como agente livre.
Em 23 de outubro de 2019, Irving estreou nos Nets registrando 50 pontos, 8 rebotes e 7 assistências em uma derrota por 127-126 na prorrogação para o Minnesota Timberwolves, tornando-se o primeiro jogador na história da NBA a marcar 50 pontos ou mais em sua estreia na equipe. Irving se tornou o sétimo jogador na história da franquia a marcar 50 pontos ou mais em um único jogo e se junta a Stephon Marbury (2001) como o único a registrar 15 rebotes e assistências combinadas. Ele também marcou 25 dos 56 pontos dos Nets no primeiro tempo.
Irving perdeu 26 jogos devido a uma lesão no ombro direito e voltou em 12 de janeiro de 2020, marcando 21 pontos na vitória por 108-86 sobre o Atlanta Hawks. Em 25 de janeiro, ele registrou 45 pontos, seis rebotes e sete assistências, levando Brooklyn a uma vitória por 121–111 sobre o Detroit Pistons. No dia seguinte, os Nets estavam programados para jogar contra o New York Knicks no Madison Square Garden, no entanto, Irving deixou a arena antes da partida, ao saber da morte de Kobe Bryant. Em 31 de janeiro, Irving marcou 54 pontos, a maior marca da temporada, na vitória por 133–118 sobre o Chicago Bulls. Em 20 de fevereiro, foi anunciado que Irving seria submetido a uma cirurgia no ombro e ficaria fora do resto da temporada.
Em 2022, após ter proferido diversas afirmações antivacina durante a Pandemia de Covid-19, Kyrie disse em entrevista coletiva que abriu mão de uma renovação de seu contrato, por US$ 100 milhões, pois ele teria de se vacinar para poder continuar jogando pelos Nets. O jogador falou publicamente, por diversas vezes, que era contra a vacinação - sendo inclusive afastado de alguns jogos da temporada 2021-22 por conta de sua decisão de não informar se foi ou não imunizado contra covid.

### Dallas Mavericks (2023–presente)
Em 5 de fevereiro de 2023, o Dallas Mavericks chegou a um acordo de troca por Irving. Por outro lado, a equipe texana enviou ao Nets o armador Spencer Dinwiddie, o ala Dorian Finney-Smith e escolhas de Draft. 
Na equipe de Dallas, Irving juntou-se a Luka Doncic, surpreendeu e chegou às finais da liga em 2023/24. No entanto, o time de Dallas perdeu para o Boston Celtics por 4 a 1.

## Seleção Americana

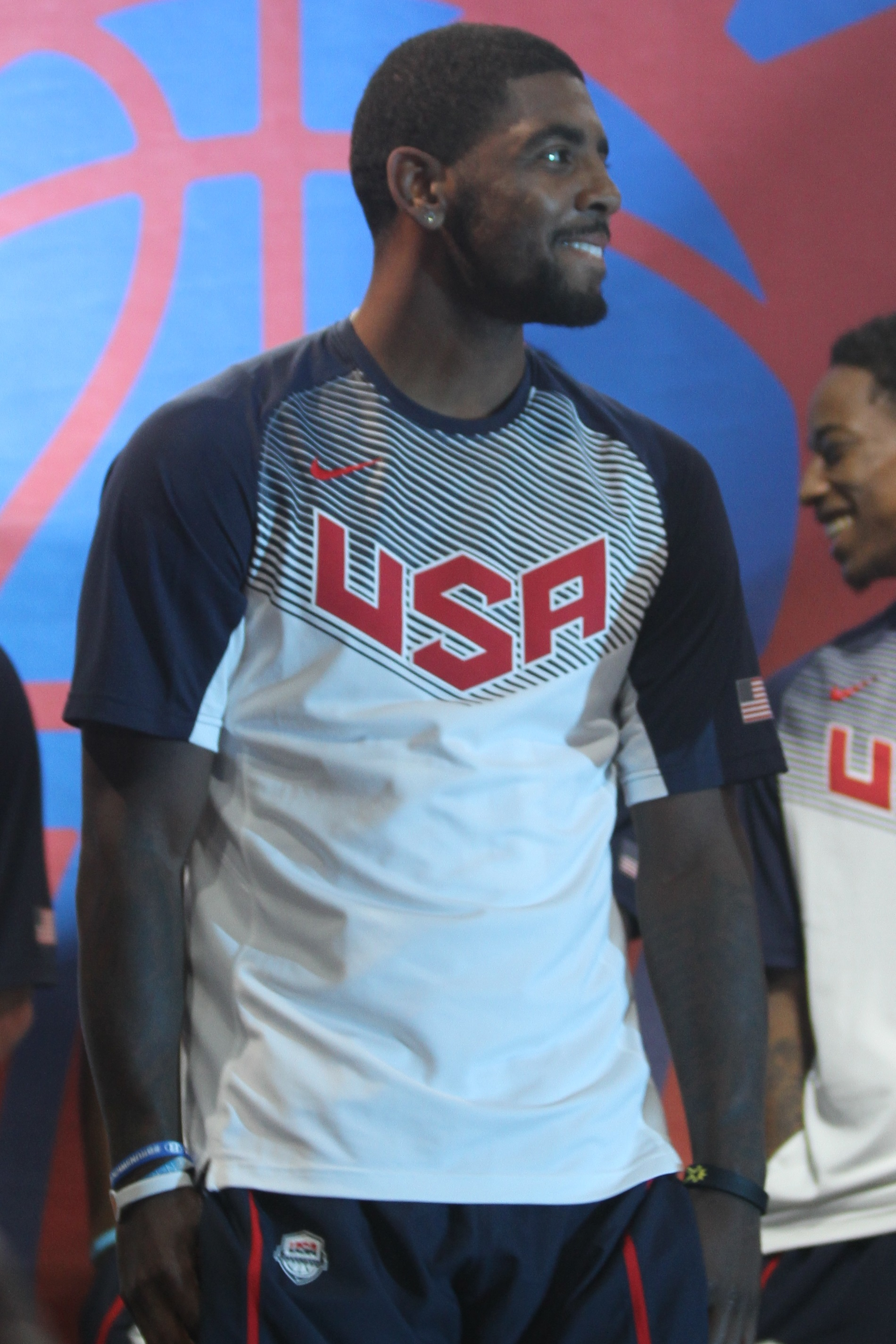
Irving pela Seleção Americana no Mundial de Basquete de 2014.

Em 2014, Irving foi convocado pela Seleção America para o Campeonato Mundial. Irving liderou os americanos na competição a medalha de ouro, sendo eleito o MVP do torneio e fazendo 26 pontos na final contra a Seleção Sérvia. Após a conquista, em dezembro de 2014, Irving foi eleito o Atleta Masculino do Ano pela USA Basketball.
Em junho de 2016, foi confirmado pela ESPN que Irving disputaria os Jogos Olímpicos de 2016 no Rio de Janeiro. Irving foi peça fundamental da Seleção Americana na conquista da medalha de ouro, se juntando a LeBron James, Michael Jordan e Scottie Pippen, como os únicos jogadores que ganharam a medalha de ouro olímpica e o campeonato da NBA no mesmo ano.

## Estatísticas na NBA
| † | Campeão da NBA |

#### Temporada Regular
| Ano      | Equipe     | PJ  | PT  | MPJ  | AP   | 3P   | LL   | RT  | AS  | BR  | TO  | PPJ  |
| -------- | ---------- | --- | --- | ---- | ---- | ---- | ---- | --- | --- | --- | --- | ---- |
| 2011-12  | Cleveland  | 51  | 51  | 30.5 | .469 | .399 | .872 | 3.7 | 5.4 | 1.1 | 0.4 | 18.5 |
| 2012-13  | Cleveland  | 59  | 59  | 34.7 | .452 | .391 | .855 | 3.7 | 5.9 | 1.5 | 0.4 | 22.5 |
| 2013-14  | Cleveland  | 71  | 71  | 35.2 | .430 | .358 | .861 | 3.6 | 6.1 | 1.5 | 0.3 | 20.8 |
| 2014-15  | Cleveland  | 75  | 75  | 36.4 | .468 | .415 | .863 | 3.2 | 5.2 | 1.5 | 0.3 | 21.7 |
| 2015-16  | Cleveland† | 53  | 53  | 31.5 | .448 | .321 | .885 | 3.0 | 4.7 | 1.1 | 0.3 | 19.6 |
| 2016-17  | Cleveland  | 72  | 72  | 35.1 | .473 | .401 | .905 | 3.2 | 5.8 | 1.2 | 0.3 | 25.2 |
| 2017-18  | Boston     | 60  | 60  | 32.2 | .491 | .408 | .889 | 3.8 | 5.1 | 1.1 | 0.3 | 24.4 |
| 2018-19  | Boston     | 67  | 67  | 33.0 | .487 | .401 | .873 | 5.0 | 6.9 | 1.5 | 0.5 | 23.8 |
| 2019-20  | Brooklyn   | 20  | 20  | 32.9 | .478 | .394 | .922 | 5.2 | 6.4 | 1.4 | 0.5 | 27.4 |
| 2020-21  | Brooklyn   | 54  | 54  | 34.9 | .506 | .402 | .922 | 4.8 | 6.0 | 1.4 | 0.7 | 26.9 |
| 2021-22  | Brooklyn   | 29  | 29  | 37.6 | .469 | .418 | .915 | 4.4 | 5.8 | 1.4 | 0.6 | 27.4 |
| 2022-23  | Brooklyn   | 40  | 40  | 36.9 | .486 | .374 | .883 | 5.1 | 5.3 | 1.0 | 0.8 | 27.1 |
| 2022-23  | Dallas     | 20  | 20  | 38.1 | .510 | .392 | .947 | 5.0 | 6.0 | 1.3 | 0.6 | 27.0 |
| 2023-24  | Dallas     | 58  | 58  | 35.0 | .497 | .411 | .905 | 5.0 | 5.2 | 1.3 | 0.5 | 25.6 |
| Carreira | Carreira   | 729 | 729 | 34.3 | .474 | .392 | .890 | 4.1 | 5.7 | 1.3 | 0.4 | 23.9 |
| All-Star | All-Star   | 8   | 6   | 26.6 | .602 | .449 | .750 | 6.0 | 9.9 | 0.9 | 0.1 | 20.1 |

#### Play-in
| Ano  | Equipe   | PJ | PT | MPJ  | AP   | 3P   | LL    | RT  | AS   | BR  | TO  | PPJ  |
| ---- | -------- | -- | -- | ---- | ---- | ---- | ----- | --- | ---- | --- | --- | ---- |
| 2022 | Brooklyn | 1  | 1  | 41.7 | .800 | .500 | 1.000 | 3.0 | 12.0 | 1.0 | 0.0 | 34.0 |

#### Playoffs
| Ano      | Equipe     | PJ | PT | MPJ  | AP   | 3P   | LL    | RT  | AS  | BR  | TO  | PPJ  |
| -------- | ---------- | -- | -- | ---- | ---- | ---- | ----- | --- | --- | --- | --- | ---- |
| 2015     | Cleveland  | 13 | 13 | 35.7 | .438 | .450 | .841  | 3.6 | 3.8 | 1.3 | 0.8 | 19.0 |
| 2016     | Cleveland† | 21 | 21 | 36.9 | .475 | .440 | .875  | 3.0 | 4.7 | 1.7 | 0.6 | 25.2 |
| 2017     | Cleveland  | 18 | 18 | 36.3 | .468 | .373 | .905  | 2.8 | 5.3 | 1.3 | 0.4 | 25.9 |
| 2019     | Boston     | 9  | 9  | 36.7 | .385 | .310 | .900  | 4.4 | 7.0 | 1.3 | 0.4 | 21.3 |
| 2021     | Brooklyn   | 9  | 9  | 36.1 | .472 | .369 | .929  | 5.8 | 3.4 | 1.0 | 0.6 | 22.7 |
| 2022     | Brooklyn   | 4  | 4  | 42.5 | .444 | .381 | 1.000 | 5.3 | 5.3 | 1.8 | 1.3 | 21.3 |
| 2024     | Dallas     | 22 | 22 | 40.0 | .467 | .390 | .849  | 3.7 | 5.1 | 1.0 | 0.3 | 22.1 |
| Carreira | Carreira   | 96 | 96 | 37.4 | .458 | .392 | .883  | 3.7 | 4.9 | 1.3 | 0.6 | 23.0 |

Fonte:

### Estatísticas no basquete universitário
| Ano     | Equipe | PJ | PT | MPJ  | AP   | 3P   | LL   | RT  | AS  | BR  | TO  | PPJ  |
| ------- | ------ | -- | -- | ---- | ---- | ---- | ---- | --- | --- | --- | --- | ---- |
| 2010–11 | Duke   | 11 | 8  | 27.5 | .529 | .462 | .901 | 3.4 | 4.3 | 1.5 | 0.5 | 17.5 |

## Prêmios e Homenagens
- National Basketball Association:
  - Campeão da NBA: 2016
  - NBA Rookie of the Year: 2012
  - NBA All-Rookie Team: 2012
  - NBA 50-40-90 Club: 2021
  - NBA Three-Point Contest Champion: 2013
  - NBA All-Star Game MVP: 2014
  - 9x NBA All-Star: 2013, 2014, 2015, 2017, 2018, 2019, 2021, 2023 e 2025
  - 3x All-NBA Team:
    - Segundo Time: 2019
    - Terceiro Time: 2015 e 2021
- Seleção dos Estados Unidos:
  - Jogos Olímpicos:
    -  Medalha de Ouro: 2016

  - Campeonato Mundial:
    -  Medalha de Ouro: 2014

  - Atleta do Ano da Seleção Americana: 2014

## Carreira de ator
Em 2012, Irving desempenhou o papel de Uncle Drew em uma série de anúncios da Pepsi Max. Ele escreveu e dirigiu o episódio 2, no qual ele estrelou ao lado de Bill Russell e Kevin Love, e o episódio 3, no qual ele estrelou ao lado de Nate Robinson e Maya Moore. Irving também escreveu e dirigiu o episódio 4 de "Uncle Drew", que foi lançado em novembro de 2015, e no qual ele estrelou ao lado de J. B. Smoove e Ray Allen. Irving também estrelou como o personagem em um longa-metragem, "Uncle Drew", que também conta com ex-astros da NBA, e foi lançado em junho de 2018.
Em 2012, Irving apareceu em um episódio da série da Disney XD, Kickin 'It. Em junho de 2017, Irving estrelou um episódio da série, Houzz My Houzz, em que ele surpreendeu seu pai com uma grande reforma em casa.
Em 2018, Irving estrelou Family Guy, emprestando sua voz para o episódio da 17ª temporada "Big Trouble in Little Quahog".

## Vida pessoal
Irving gosta de ler e tem um diário. Ele também gosta de cantar, dançar e tocar saxofone barítono. Seu padrinho é o ex-jogador da NBA, Rod Strickland. Seu primo, Isaiah Briscoe, era um jogador de basquete altamente cotado que jogou na Universidade de Kentucky antes de se declarar para o Draft da NBA de 2017.
Irving e sua ex-namorada têm uma filha juntos, Azurie Elizabeth Irving, que nasceu em 23 de novembro de 2015. O nome do meio de Azurie, Elizabeth, foi dado a ela em homenagem à falecida mãe de Irving.
Em maio de 2011, Irving prometeu ao pai terminar seu diploma de bacharel em Duke. No entanto, em 2016, não tendo alcançado o seu grau, ele alegou que estava colocando seus planos em espera, afirmando: "quando eu deixar o basquete, então eu vou me concentrar no próximo passo da minha vida". Em 2015, ele lançou sua coleção PSD Underwear.
Em novembro de 2016, Irving twittou seu apoio aos manifestantes da tribo Standing Rock Sioux que estavam se manifestando contra o oleoduto Dakota Access, em Dakota do Norte. Manifestantes dizem que o oleoduto viola a terra tribal sagrada na Reserva Indígena e representa uma ameaça direta à água limpa que a tribo usa. Em agosto de 2018, Irving e sua irmã mais velha foram oficialmente recebidos na tribo Sioux Standing Rock. A mãe de Irving era membro da tribo e vivia na reserva até sua adoção em tenra idade. Sua falecida avó e bisavós também têm laços com a reserva.
A partir da temporada de 2016–17, Irving adotou uma dieta baseada em vegetais, que ele também referenciou em um anúncio da Nike em dezembro de 2017.

### Teorias da conspiração
Em fevereiro de 2017, Irving afirmou em uma entrevista para um podcast que ele acredita que a Terra era plana. Em uma entrevista posterior, ele foi menos enérgico em avançar sua crença, encorajando as pessoas a "fazer suas próprias pesquisas" sobre o assunto. Em setembro de 2017, Irving negou essas alegações e disse que a mídia o entendeu mal quando ele estava brincando. No entanto, em uma entrevista de junho de 2018, quando perguntado se ele admitiria que o mundo é redondo, ele disse "Eu não sei. Eu realmente não o faço", e acrescentou que as pessoas deveriam "fazer suas próprias pesquisas". Em outubro de 2018, Irving pediu desculpas por seus comentários originais.
Irving também afirmou que acredita em outras teorias da conspiração, como a ideia de que John F. Kennedy foi morto pelo Federal Reserve e que a CIA tentou matar Bob Marley.Em 2021, Irving afirmou que era contra a obrigatoriedade da vacinação, pois isso estava deixando muitas pessoas desempregadas. Porém, após ser afastado de algumas partidas do Brooklyn Nets, ele disse que não era contra a vacina, ao mesmo tempo que não mudaria sua decisão de não informar se havia se imunizado contra covid-19.